# Metro van Teheran
De metro van Teheran is een belangrijke vorm van openbaar vervoer in de hoofdstad van Iran. Teheran is met acht miljoen inwoners in de stad zelf en vijf miljoen in haar voorsteden met voorsprong de grootste van het land. Het gebied rond Teheran is ook het belangrijkste economische centrum. De eerste plannen voor een metro stammen nog uit de jaren zeventig. Door de gevolgen van de Iraanse Revolutie en de Irak-Iranoorlog duurde het echter tot de eeuwwisseling voor de eerste trein reed. Het netwerk bestaat anno 2010 uit drie metrolijnen en een aansluitende voorstadslijn richting Karaj. In de stations van de Teheraner metro staat traditionele en moderne Perzische kunst tentoongesteld.

## Geschiedenis
In de jaren zeventig maakt de regering van Sjah Mohammed Reza een planning voor een metro. Op de openbare aanbesteding schrijft een bevriend Frans bedrijf zich succesvol in en in de nadagen van de Sjah start de bouw. Kort na de revolutie besluiten de Fransen echter Teheran te verlaten. De overheid kan niet verder en kondigt vervolgens een bouwstop aan. In 1984 geeft de Majlis weer het groene licht om door te gaan met de uitvoering, maar doordat het land in oorlog is zijn de vorderingen gering. Vijftien jaar later opent als eerste een deel van de voorstadslijn naar het westen en in de jaren nul groeit het netwerk stukje bij beetje naar de huidige grootte.

## Netwerk

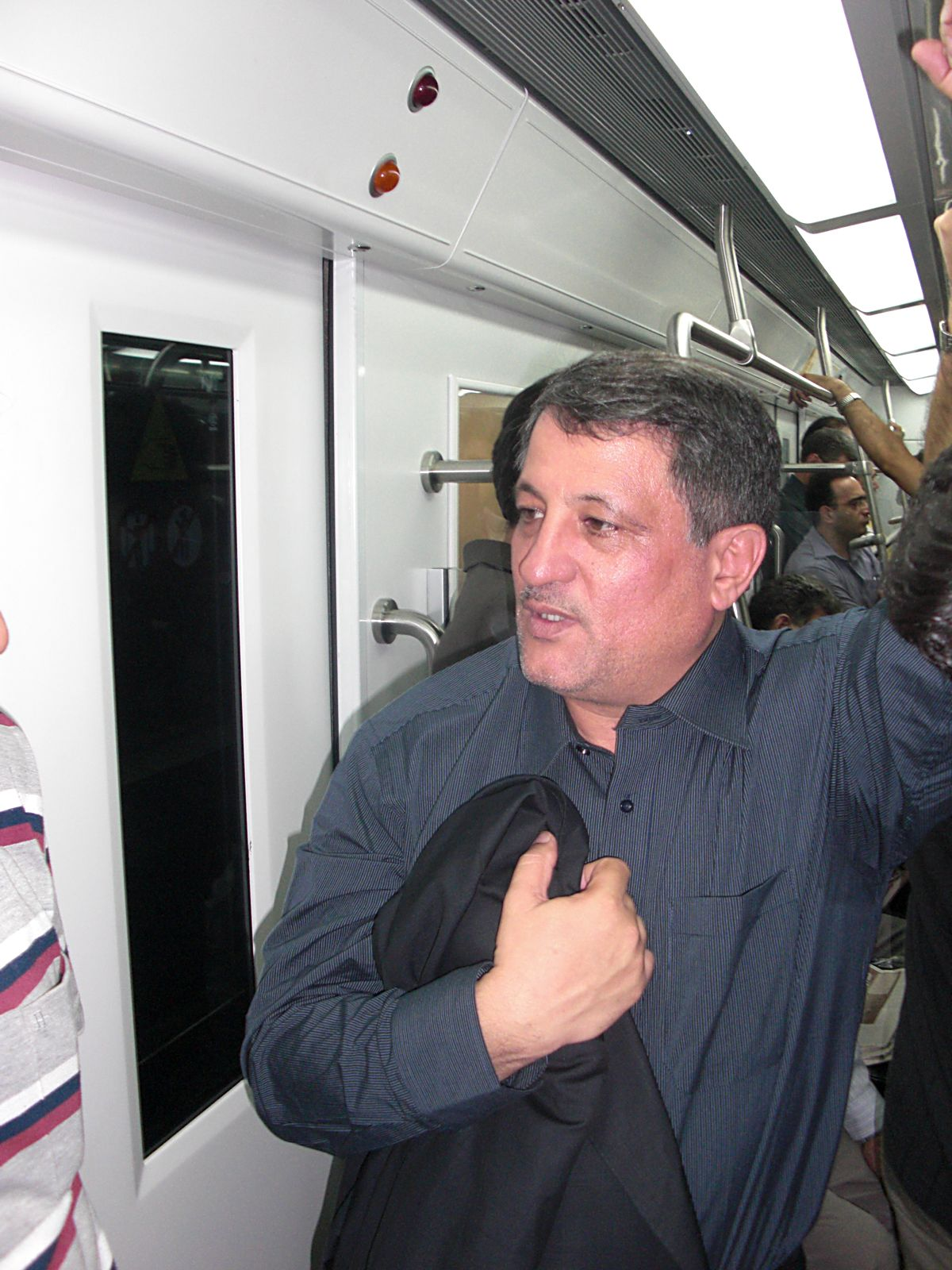
De voormalige bestuursvoorzitter van de metro, Mohsen Hashemi Rafsanjani

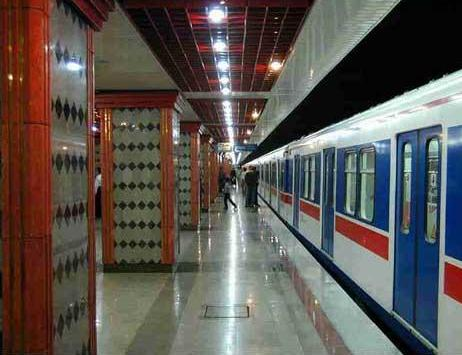
Metrostation in Teheran

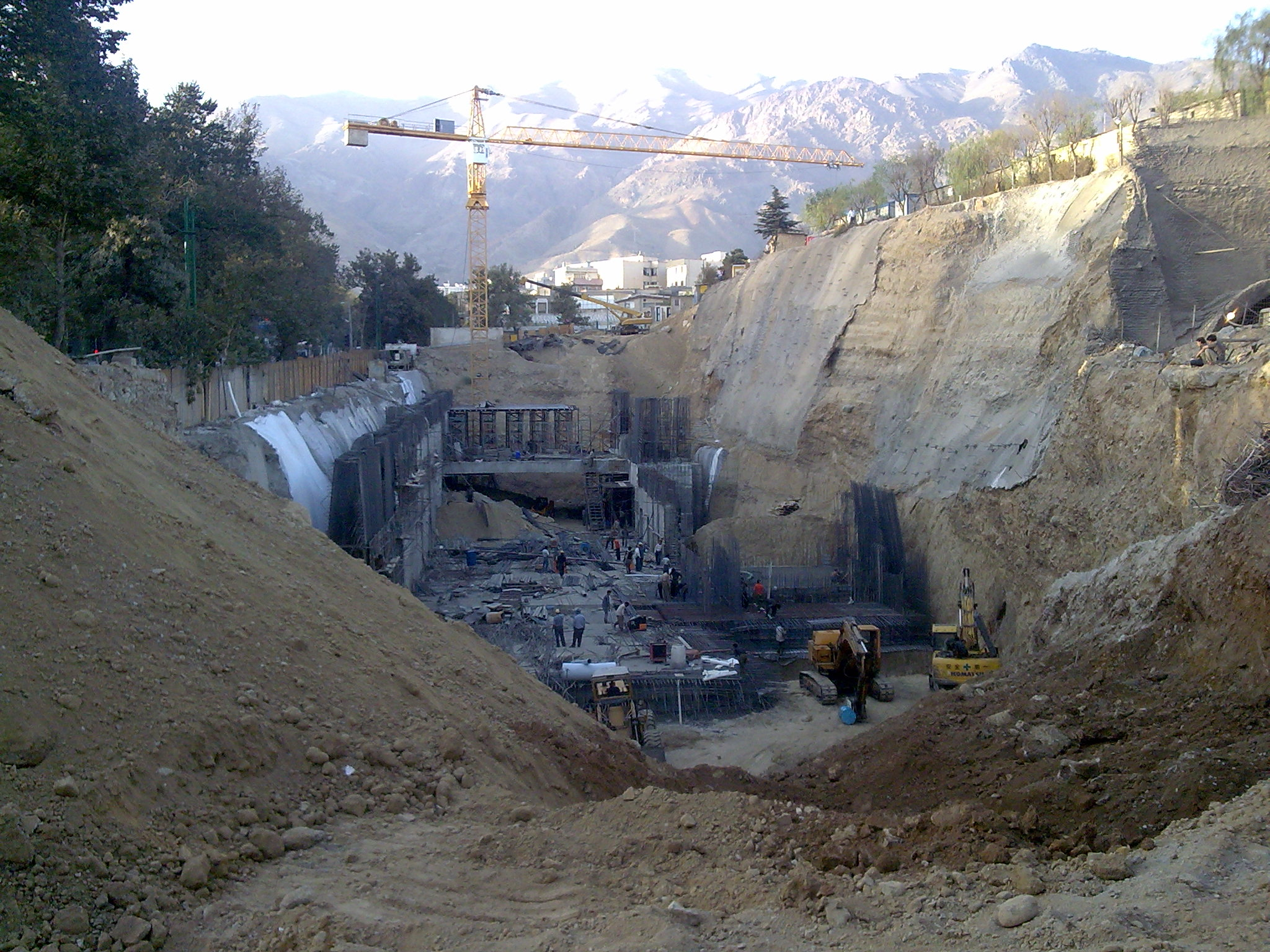
De bouw van het huidige eindstation in het noorden van lijn 1

Lijn 1, de rode lijn, verloopt in noord-zuidelijke richting vanaf Gholhak naar Haram-e-Motohar. De ene helft van de lijn is ondergronds aangelegd, de andere helft ligt op maaiveldniveau. In noordelijke richting wordt aan een verlenging gebouwd met één station, waarmee het totaal op 29 zal komen bij een lengte van 28 kilometer. De gebouwde stations liggen voor het grootste deel aan het ondergrondse stuk van de lijn. Het zuidelijke deel van de lijn is bovengronds, parallel aan de staatsspoorlijn richting Mashhad aangelegd. De metrotreinen bestaan uit zeven wagens en hebben een lengte van 137 meter. Er wordt gebruikgemaakt van 750 volt gelijkspanning voor de voeding. De maximumsnelheid van de treinen is 80 kilometer per uur.
Lijn 2, die een blauwe kleur gekregen heeft, ligt in oost-westelijke richting en heeft een lengte van 20 kilometer. Het grootste deel van de lijn ligt ondergronds. De stations Imam Chomeini en Darvazeh Shemiran maken overstappen op lijn 1 en 4 mogelijk. Op eindstation Tehran Sadeghieh is er gelegenheid om verder richting het westen te reizen door lijn 5, de voorstadslijn te nemen. Er wordt met hetzelfde metrotype en aantal metrostellen gereden als bij de rode lijn.
Lijn 4 (geel) verloopt net als lijn 2 in oost-westrichting en werd de afgelopen jaren in westelijke richting verlengd. In 2011 werd een station onder het beroemde Vrijheidsplein geopend, waardoor het symbool van Teheran, de Azadi-toren per metro te bereiken is. In de toekomst zullen nog enkele westelijke stations geopend worden, en zal de gele lijn aansluiting gaan bieden op lijn 5. 
Lijn 5 (groen) is eigenlijk geen metrolijn, maar een voorstadslijn waarover volwaardige treinen rijden die de metro vanuit westelijke richting voeden. De maximale snelheid ligt met 140 kilometer per uur hoger, doordat met ander materieel wordt gereden. De diensten worden uitgevoerd door dubbeldekkers van acht wagens die worden getrokken door locomotieven (totale lengte 248 meter). De lijn is geëlektrificeerd met een bovenleiding met een wisselspanning van 25 kilovolt en 50 hertz. Er zijn twaalf haltes gebouwd aan de 41 kilometer lange lijn. De dienstregeling heeft een frequentie van eens per tien minuten.

## Toekomst
Lijn 1 wordt anno 2011 in noordelijke richting met een stations verlengd; de eerste zes stations van deze uitbreiding kwamen recent gereed. Hoewel deze stations niet in de oorspronkelijke planning van de metro waren opgenomen, werd toch prioriteit gegeven aan dit traject door de snelle bevolkingsgroei. De Chinese CITIC Group werd gecontracteerd voor het uitbreidingsproject. Lijn twee is in de laatste jaren aan oostelijke kant uitgebreid en verdere uitbreiding naar Damavand en Pardis is gepland. Voor lijn 4 staat een westelijke uitbreiding gepland, zowel naar Mehrabad Airport als naar voorstadslijn 5. Daarnaast zijn in het stedelijke meerjarenplan nog vijf lijnen inclusief gepland traject opgenomen om de buitenwijken van Teheran in het metronetwerk op te nemen.

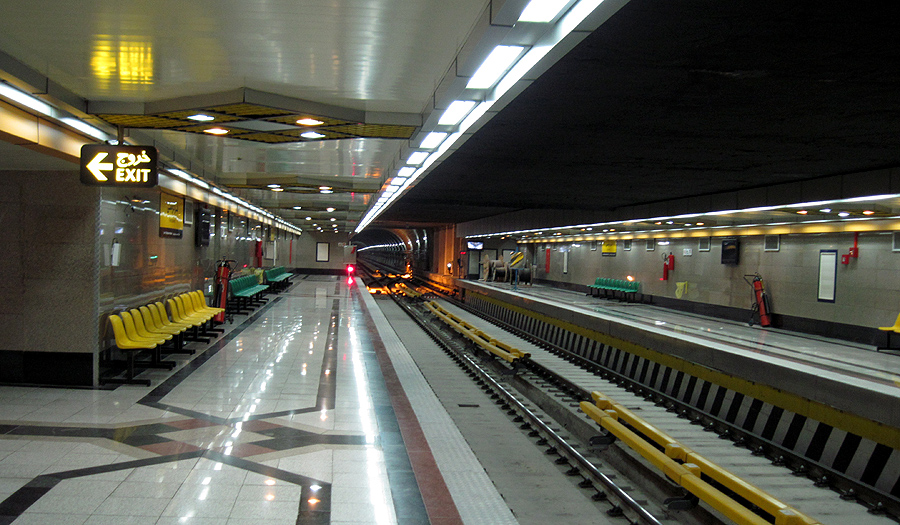
Een metrostation - merk op dat de metro derde rails gebruikt
Metronetwerk Teheran